# CONCACAF Caribbean Cup 2024
La CONCACAF Caribbean Cup 2024 è stata la seconda edizione della CONCACAF Caribbean Cup, la competizione subcontinentale di prima fascia per le squadre di club caraibiche, le cui federazioni sono affiliate alla Caribbean Football Union, una sotto-federazione della CONCACAF. La competizione è iniziata il 20 agosto ed è terminata con la finale il 5 dicembre 2024.
Le due finaliste e la squadra terza classificata, qualora dovessero soddisfare i criteri di licenza stabiliti dalla CONCACAF, si qualificano per la CONCACAF Champions Cup 2025.

## Formula
Le 10 squadre qualificate sono divise in 2 gironi, ognuno da 5 squadre, che giocano sola andata, per un totale di 4 giornate. Al termine di esse, le prime due di ogni girone si qualificano per la fase ad eliminazione diretta, che con semifinali e finale decreta il vincitore.

## Squadre partecipanti
Dieci squadre da cinque federazioni appartenenti alla Caribbean Football Union si qualificano per il torneo: otto squadre da quattro diversi campionati si qualificano in base alle loro prestazioni nel campionato, mentre le ultime due squadre hanno ottenuto la qualificazione avendo raggiunto la finale di CFU Club Shield 2024.
| Nazione           | Club           | Qualificazione                                 |
| ----------------- | -------------- | ---------------------------------------------- |
| Antigua e Barbuda | Grenades       | Finalista di CFU Club Shield 2024              |
| Rep. Dominicana   | Cibao          | 1° nella Liga Dominicana de Fútbol 2023        |
| Rep. Dominicana   | Moca           | Finalista nella Liga Dominicana de Fútbol 2023 |
| Giamaica          | Cavalier       | 1° nella National Premier League 2023-2024     |
| Giamaica          | Mount Pleasant | 2° nella National Premier League 2023-2024     |
| Giamaica          | Arnett Gardens | Vincitore del CFU Club Shield 2024             |
| Haiti             | Real Hope FA   | 1° nel Championnat National D1 2024            |
| Haiti             | Ouanaminthe    | Finalista nel Championnat National D1 2024     |
| Trinidad e Tobago | Port of Spain  | 1° in TT Pro League 2023-2024                  |
| Trinidad e Tobago | Police         | 2° in TT Pro League 2023-2024                  |

## Calendario
Il calendario della competizione è il seguente:
| Fase                 | Turno      | Andata          | Ritorno         |
| -------------------- | ---------- | --------------- | --------------- |
| Fase a gironi        | Giornata 1 | 20-22 agosto    | 20-22 agosto    |
| Fase a gironi        | Giornata 2 | 27-29 agosto    | 27-29 agosto    |
| Fase a gironi        | Giornata 3 | 17-19 settembre | 17-19 settembre |
| Fase a gironi        | Giornata 4 | 24-26 settembre | 24-26 settembre |
| Fase a gironi        | Giornata 5 | 1-2 ottobre     | 1-2 ottobre     |
| Eliminazione diretta | Semifinali | 22-24 ottobre   | 39-31 ottobre   |
| Eliminazione diretta | Finali     | 26-28 novembre  | 3-5 dicembre    |

## Fase a gironi

### Girone A
| Pos. | Squadra        | P.ti | G | V | P | S | GF | GS | DG |
| ---- | -------------- | ---- | - | - | - | - | -- | -- | -- |
| 1.   | Cavalier       | 9    | 4 | 3 | 0 | 1 | 11 | 4  | +7 |
| 2.   | Real Hope FA   | 8    | 4 | 2 | 2 | 0 | 5  | 2  | +3 |
| 3.   | Police         | 5    | 4 | 1 | 2 | 1 | 4  | 6  | -2 |
| 4.   | Mount Pleasant | 4    | 4 | 1 | 1 | 2 | 2  | 5  | -3 |
| 5.   | Arnett Gardens | 1    | 4 | 0 | 1 | 3 | 3  | 8  | -5 |

### Girone B
| Pos. | Squadra       | P.ti | G | V | P | S | GF | GS | DG |
| ---- | ------------- | ---- | - | - | - | - | -- | -- | -- |
| 1.   | Cibao         | 10   | 4 | 3 | 1 | 0 | 9  | 4  | +5 |
| 2.   | Moca          | 10   | 4 | 3 | 1 | 0 | 8  | 4  | +4 |
| 3.   | Port of Spain | 2    | 4 | 0 | 2 | 2 | 6  | 8  | -2 |
| 4.   | Grenades      | 2    | 4 | 0 | 2 | 2 | 5  | 7  | -2 |
| 5.   | Ouanaminthe   | 2    | 4 | 0 | 2 | 2 | 5  | 10 | -5 |

## Eliminazione diretta

### Tabellone
|  | Semifinali   | Semifinali   | Semifinali | Semifinali | Semifinali |  |  | Finale          | Finale       | Finale | Finale | Finale |  |
|  |              |              |            |            |            |  |  |                 |              |        |        |        |  |
|  | Real Hope FA | Real Hope FA | 2          | 0          | 2          |  |  |                 |              |        |        |        |  |
|  | Cibao        | Cibao        | 3          | 1          | 4          |  |  | Cibao           | Cibao        | 0      | 2      | 2      |  |
|  | Moca         | Moca         | 0          | 0          | 0          |  |  | Cavalier        | Cavalier     | 1      | 1      | 2      |  |
|  | Cavalier     | Cavalier     | 0          | 7          | 7          |  |  |                 |              |        |        |        |  |
|  |              |              |            |            |            |  |  |                 |              |        |        |        |  |
|  |              |              |            |            |            |  |  | Finale 3º posto |              |        |        |        |  |
|  |              |              |            |            |            |  |  |                 |              |        |        |        |  |
|  |              |              |            |            |            |  |  | Real Hope FA    | Real Hope FA | 1      | 3      | 4      |  |
|  |              |              |            |            |            |  |  | Moca            | Moca         | 0      | 2      | 2      |  |

### Semifinali
| Squadra 1    | Totale | Squadra 2 | Andata | Ritorno |
| ------------ | ------ | --------- | ------ | ------- |
| Real Hope FA | 2 - 4  | Cibao     | 2 - 3  | 0 - 1   |
| Moca         | 0 - 7  | Cavalier  | 0 - 0  | 0 - 7   |

### Finale
| Squadra 1 | Totale      | Squadra 2 | Andata | Ritorno |
| --------- | ----------- | --------- | ------ | ------- |
| Cavalier  | 2 - 2 (gfc) | Cibao     | 1 - 0  | 1 - 2   |